# Исак Нютон
Исак Нютон (на английски: Isaac Newton, на английски се произнася Айзък Нютън) е английски физик, математик, астроном, философ, алхимик и богослов. Приносът на Нютон в развитието на математиката и различни области на физиката изиграва важна роля в Научната революция и той е „смятан от мнозина за най-великия и най-влиятелен учен, живял някога“.
В областта на механиката Нютон открива закона за всемирното привличане и чрез предложените Закони за движение поставя основите на класическата механика. Освен това той формулира принципа за запазване на импулса и момента на импулса и пръв показва, че движението на небесните тела и на предметите на Земята се подчинява на общи закони, демонстрирайки съответствието между законите на Кеплер за движението на планетите и собственият му закон за гравитацията и премахвайки последните съмнения към хелиоцентричната теория.
Сред многобройните проблеми, които изследва Нютон, са също разлагането и природата на светлината, скоростта на звука, охлаждането, произходът на звездите, хронологията на Библията, природата на Светата Троица. Той конструира първия действащ рефлекторен телескоп и развива своя теория за цветовете, основана на наблюденията на разлагането на бялата светлина с призма.
Работейки над проблемите на физиката, Исак Нютон поставя началото, едновременно и независимо от Готфрид Лайбниц, на математическия анализ, който е в основата на развитието на науката до наши дни. Той също така описва разлагането на бином, повдигнат на степен, създава числен метод за намиране на корените на функция и допринася за изследванията на степенните редове.
Нютон е силно религиозен, придържа се към неортодоксални християнски възгледи и освен на научна тема пише текстове и в областта на библейската херменевтика и окултизма. Той отказва да стане свещеник и да получи последно причастие, като вероятно отхвърля догмата за Светата Троица.

## Биография

### Произход и образование (1642 – 1667)
Нютон е роден на 25 декември 1642 стар стил (4 януари 1643 нов стил) в Улсторп при Колстъруърт, селце близо до град Грантъм в английското графство Линкълншир. По това време в Англия все още не е въведен Григорианския календар и в регистрите раждането му е отнесено към 25 декември, Коледа. Нютон се ражда три месеца след смъртта на баща си, заможен селянин, който също се казва Исак Нютон и който умира по време на Английската гражданска война. Раждането му е преждевременно и той е дребно бебе – според майка му Хана Ейскоф, колкото халба от една кварта.
През 1646 година майката на Нютон се омъжва повторно за Барнабас Смит, възрастен свещеник в съседното село Норт Уитъм. Тя отива да живее при него, като оставя сина си в Улсторп при майка си Марджъри Ейскоф. Малкият Исак не харесва доведения си баща и по-късно отбелязва в списък с греховете си, че е заплашвал Смит и майка си, че ще ги изгори, заедно с къщата им. Барнабас Смит е сравнително заможен и участва финансово в поддръжката на имота в Улсторп. Той умира през 1653 и майката на Нютон се връща в Улсторп с трите си деца от него.
Исак Нютон започва образованието си около 1655 година в Кралското училище в Грантъм, където показва необикновени способности, най-вече в конструирането на различни механизми. Според някои изследователи, в града той живее при местния аптекар Уилям Кларк и се сгодява за дъщеря му, но по-късно двамата се разделят и Нютон не се жени до края на живота си. През 1659 година той е отстранен от училището и се връща в Улсторп, като майка му се надява той да поеме управлението на семейната ферма, но самият Нютон мрази земеделската работа. Нейният брат, който е посещавал Кеймбриджкия университет, и учителят на Нютон от Грантъм Хенри Строукс успяват да я убедят, че той трябва да продължи образованието си. Строукс дори поема част от разходите по престоя на Нютон в Грантъм, където той довършва обучението си, подготвяйки се за Кеймбридж.
През юни 1661 година Исак Нютон е приет в Тринити Колидж в Кеймбриджкия университет, където работи, за да покрива част от разходите за обучението си. По това време там се изучава главно Аристотел, но той предпочита по-съвременни философи като Рене Декарт и астрономи като Галилео Галилей, Николай Коперник и Йоханес Кеплер. Скоро след като се дипломира през август 1665 година, университетът е затворен като предпазна мярка против започналата чумна епидемия. Макар че не изпъква особено в университета, през следващата година и половина Нютон се занимава самостоятелно с математика, оптика и теорията за гравитацията.

### Преподавател и професор в Кеймбридж (1667 – 1689)
През 1667 година Исак Нютон се връща в Тринити Колидж в Кеймбридж като преподавател. През 1669 публикува първите си изследвания върху своя метод на флуксиите, станал основа за математическия анализ. През 1669 г. Айзък Бароу, първият Лукасов професор по математика, се оттегля от поста и препоръчва Нютон за свой заместник.
По времето на Нютон е прието преподавателите в Кеймбриджкия и Оксфордския университет да имат духовен сан в Англиканската църква – нещо, което той се опитва да избегне, заради своите неортодоксални религиозни възгледи. За негов късмет за получаването на свещенически сан няма строго определен срок, така че то може да се отлага на практика безкрай. След като през 1669 г. е избран за Лукасов професор, положението му става още по-деликатно, тъй като постът е с голям престиж и привлича вниманието на по-широка публика. В същото време не се изисква активно ангажиране на титулярите с църковни функции, за да имат повече време за научна работа. Нютон използва това и със съдействието на Айзък Бароу, който вече е кралски капелан, успява да си издейства от крал Чарлз II изключение от правилото за духовен сан. Така той не става свещеник, което предотвратява евентуален конфликт между (анти)религиозните му възгледи и църковната ортодоксалност.
От 1670 до 1672 година Нютон чете лекции по оптика. През 1671 Айзък Бароу демонстрира направения от Нютон рефлекторен телескоп пред Кралското научно дружество, след което Нютон е избран за член на дружеството. Още преди това шотландският учен Джеймс Грегъри публикува подобна конструкция на телескоп, но Нютон пръв успява да осъществи идеята, като без чужда помощ прави действащ прототип с 40-кратно увеличение.
През 1679 година Нютон се връща към работата си по гравитацията и нейното влияние върху орбитите на планетите, като се консултира по темата с Робърт Хук и Джон Фламстед. През 1684 година той публикува резултатите от работата си в De Motu Corporum. През 1687 година издава и най-известния си труд Philosophiae Naturalis Principia Mathematica, в който обобщава Законите за движение, които стават основа на класическата механика. С издаването на Principia Нютон получава международно признание, като си създава кръг от почитатели. Сред тях е швейцарският математик Никола Фасио дьо Дюилие, с когото поддържа оживена връзка до 1693 година. Краят на приятелството им довежда Нютон до нервен срив.

### Политическа кариера (1689 – 1727)
От 1689 до 1690 година и отново през 1701 година Нютон е член на Парламента, но единственият запис, свързан с него, е оплакване от течението в залата и молба да бъде затворен прозореца.
През 1696 година, с препоръка от Чарлз Монтагю, тогава канцлер на хазната, Исак Нютон заема поста управител на Кралския монетен двор и се премества да живее в Лондон. През 1699 става магистър на Монетния двор, какъвто остава до края на живота си, като през 1701 година напуска и официално Кеймбриджкия университет.
През 1703 година Нютон е избран за председател на Британското кралско научно дружество и за член-кореспондент на Френската академия на науките. На този пост той разваля отношенията си с кралския астроном Джон Фламстед, след като публикува преждевременно подготвян от него звезден каталог.
Назначението на Нютон в Монетния двор е направено с цел да му се осигури почетна длъжност и редовен доход, но той се заема активно с новите си задължения. Той участва в голямата подмяна на монетите в обращение в страната. В хода на подмяната се установява, че 20% от монетите в обращение са фалшифицирани. Според тогавашното законодателство, фалшифицирането на пари се третира като държавна измяна и се наказва със смърт.
Нютон развива активна дейност по преследване на фалшификаторите, като благодарение на усилията му много от тях са осъдени. Той лично събира доказателства, като преоблечен обикаля кръчмите. Кралят му предоставя права на обвинител и той води няколкостотин разпита на свидетели, информатори и заподозрени. Сред най-големите му успехи е осъждането на смърт за фалшификация на Уилям Чалонър, известен гражданин, който преди това го обвинява в съучастие с фалшификаторите.
Под ръководството на Нютон става преминаването на британския паунд към златен стандарт през 1717 година, важна реформа, която оказва влияние върху икономиката на Великобритания през следващите десетилетия. За заслугите си като магистър на Монетния двор Нютон е удостоен с благородническа титла от кралица Анна през 1705 година.

### Смърт (1727)
Исак Нютон умира през 1727 година в Лондон на 84-годишна възраст. Погребан е в Уестминстърското абатство. Нютон, който не се жени и няма деца, умира без да остави завещание. Значителното му движимо имущество е разделено по равно между неговите осем полуплеменници, сред които Кетрин Бартън Кондюит, която се грижи за домакинството му в Лондон. Имението му в Улсторп получава старшият му наследник Джон Нютон.
След смъртта на Нютон се установява, че в тялото му има значителни количества живак. Това вероятно се дължи на неговите занимания с алхимия и може би обяснява ексцентричностите в края на живота му.

## Научна дейност

### Математика
За дейността на Нютон се казва, че „видимо придвижва напред всеки клон на математиката, изучаван по това време“. Най-важният принос на Исак Нютон към математиката е разработването на метода на флуксиите, който по-късно ще се превърне в математически анализ. Първата му публикация по темата е De Analysi per Aequationes Numero Terminorum Infinitas (1669, „Върху анализа с безкрайни редове“). Писана през 1666 година, тя е изпратена от Айзък Бароу на математика Джон Колинс през юни 1669, а Нютон е описан от Бароу като „преподавател в нашия колеж, много млад... но с извънреден гений и плодовитост в тези неща“.
Исак Нютон и Готфрид Лайбниц развиват независимо един от друг теорията на математическия анализ, използвайки различни означения. Макар че хронологично Нютон разработва метода си първи, той не публикува почти нищо до 1693 година, като в пълен обем работите му в тази област са публикувани едва през 1704. В същото време Лайбниц започва да публикува през 1684 година. В крайна сметка означенията на Лайбниц стават общоприети в Континентална Европа, а след 1820 – и в Британската империя.
През 1699 година някои членове на Кралското научно дружество обвиняват Лайбниц в плагиатство. След 1711 спорът между Нютон и Лайбниц се разгаря с пълна сила, отравяйки живота и на двамата до смъртта на Лайбниц през 1716. Този спор предизвиква разрив между британските и континенталните математици, който забавя развитието на британската математика в продължение на столетие. Повечето съвременни изследователи смятат, че двамата развиват метода независимо един от друг.
През 1665 година Исак Нютон доказва обобщената биномна теорема, валидна за произволна степен. Той извежда метода на Нютон, изследва кубичните повърхнини, допринася за развитието на теорията на крайните разлики и пръв използва дробни индекси и координатна геометрия, за да получи решения на диофантовите уравнения. Нютон открива и нова формула за изчисляване на пи.

### Механика
През 1684 година Исак Нютон публикува De Motu Corporum, която съдържа в начална форма Законите за движение. В нея той обосновава теоретично Закона на Кеплер, според който планетите в Слънчевата система се движат по елиптични орбити. Той смята също, че действащата върху тях центростремителната сила е пропорционална на разстоянието им до Слънцето.
Принципите на механиката са доразвити във Philosophiae Naturalis Principia Mathematica, публикувана на 5 юли 1687 година с моралната и финансова помощ на Едмънд Халей. В този труд Нютон формулира трите фундаментални Закона за движение, които са в основата на класическата механика и се използват без промени през следващите два века:
1. Първият закон на Нютон гласи, че телата остават в покой или запазват праволинейното си движение с постоянна скорост, ако върху тях не въздейства външна сила.
2. Вторият закон на Нютон гласи, че сила {\displaystyle F}, приложена върху тяло, е равна на степента на изменение във времето на неговия импулс {\displaystyle p}. Математически това се записва като {\displaystyle {\vec {F}}={\frac {d{\vec {p}}}{dt}}\,=\,{\frac {d}{dt}}(m{\vec {v}})\,=\,{\vec {v}}\,{\frac {dm}{dt}}+m\,{\frac {d{\vec {v}}}{dt}}\,.} Ако масата се приеме за постоянна, първият член отпада, а дефинирайки ускорението като {\displaystyle {\vec {a}}\equiv d{\vec {v}}/dt}, се получава известното уравнение {\displaystyle {\vec {F}}=m\,{\vec {a}}\,}, според което ускорението на дадено тяло е правопропорционално на силата, действаща върху него и обратнопропорционално на неговата маса.
3. Третият закон на Нютон гласи, че на всяко въздействие съответства равно по сила и противоположно по посока противодействие.

Исак Нютон формулира и закона за всеобщото привличане, като използва за него латинската дума gravitas („тегло“), от която идва и българската форма „гравитация“. В същата книга определя аналитично и скоростта на звука във въздуха, изхождайки от Закона на Бойл.

### Оптика
Още в средата на 1660-те години, преди да започне да преподава оптика, Нютон изследва пречупването на светлината, демонстрирайки, че със стъклена призма бялата светлина се разлага на отделни цветове, които с леща и втора призма могат отново да съставят бяла светлина. Като отделя оцветен лъч и го насочва към различни предмети, той показва, че отделните цветове могат да се отразяват, пречупват и разсейват, но винаги остават същия цвят. Изводът му е, че цветът е резултат на това как предметите взаимодействат с вече оцветената светлина, а не се поражда от самите тях. На тази основа той изгражда цялостна теория за цветовете, която е критикувана от по-късни теоретици, най-известен от които е Йохан Волфганг фон Гьоте.
От изследванията си върху пречупването на светлината Нютон прави извода, че всеки рефракторен телескоп ще има като недостатък дисперсията на светлината в цветове и изобретява рефлекторния телескоп с отражателна оптика, за да избегне този проблем. Полирайки сам огледалата му, той използва пръстените от интерференция на светлината (Нютонови пръстени) за окачествяване. Така създава телескоп, по-добър от съществуващите тогава рефракторни модели, главно заради по-големия диаметър на огледалото. Много по-късно, с откриването на стъкла с различни рефрактивни свойства, става възможно изработването на ахроматични лещи, решаващи проблема с дисперсията при рефракторните телескопи.
Исак Нютон демонстрира рефлекторния телескоп пред Кралското научно дружество през 1671 година. Предизвиканият интерес го окуражава да публикува своите бележки „За цвета“ (On Colour), които по-късно доразвива в „Оптика“ (Opticks, 1704), която включва и идеята за корпускулярната природа на светлината. Работите му са сериозно критикувани от Робърт Хук, след което Нютон е много обиден и се оттегля от публичен спор, а двамата остават врагове до смъртта на Хук.
Според теорията на Нютон светлината е съставена от частици, но той е принуден да им придаде вълнови свойства, за да обясни дифракцията. В началото на 19 век Томас Юнг и Огюстен Френел разглеждат светлината като чисто вълново явление и теорията на Нютон е отхвърлена. Съвременната теория за фотоните отново обединява свойствата на частица и вълна, макар и по начин, различен от теорията на Нютон.

### Теология
Въпреки че Нютон става известен със Законите за движение и всеобщото привличане, самият той предупреждава, че от тях не следва Вселената да се разглежда като механизъм. Той казва: „Гравитацията обяснява движенията на планетите, но тя не може да обясни кой е задвижил планетите. Господ управлява всички неща и знае всичко, което е или може да бъде направено.“ Той отделя голяма част от времето си на изследвания на Библията и на текстовете на Отците на Църквата, като заявява: „Аз имам фундаментална вяра в Библията, като Божие слово, записано от вдъхновените. Аз изучавам Библията всеки ден.“
От последното десетилетие на 17 век Нютон пише редица религиозни трактати с интерпретация на библейски текстове, като повечето са публикувани след смъртта му. В резултат на проучванията си той определя една от широко приетите дати на разпъването на Исус Христос – 3 април 33. Разглеждайки пророчествата на „Даниил“ и „Откровението“ като едно цяло, той пише книгата „Наблюдения върху пророчествата на Даниил и Откровението на Йоан“ (Observations Upon the Prophecies of Daniel and the Apocalypse of St. John), която е публикувана през 1733 година, шест години след смъртта му. Нютон изтъква, че в книгата „Даниил“ се намира ключът за всички други пророчества и че „отхвърлянето на неговите пророчества би означавало отхвърляне на християнската религия“.
Религиозните идеи на Нютон по всяка вероятност са повлияни от вярата на Хенри Мор в безкрайността на Вселената, както и от отхвърлянето на Декартовия дуализъм. В ръкопис, който изпраща на Джон Лок, но по-късно се отказва да публикува, той оспорва съществуването на Светата Троица, смятайки, че тя е въведена през 4 век чрез фалшификация на библейски текстове.

## Алхимия
Нютон живее по време, когато никой не прави разлика между наука и алхимия. В Англия от онова време заниманията с алхимия са забранени и уличените подлежат на публично наказание, включително обесване. Интересът му към алхимията произтича от връзката му с Хенри Мор и Кеймбриджките платоници и е свързан основно с опити за откриване на Философския камък. и еликсира на безсмъртието, но приживе той не е публикувал свои трудове в тази област. Данни за работата му се появяват едва през XX век при публична разпродажба на негови документи, голяма част от които закупува Джон Мейнард Кейнс и ги завещава на Кингс Колидж (Кеймбридж)
В своята „Хипотеза за светлината“ (1675; Hypothesis of Light) Нютон предполага, че светлината е съставена от съвсем малки частици, а обикновената материя – от по-големи. Според него съществува световен етер, който предава взаимодействията между частиците в телата и в светлината, а телата дължат активността си на частиците светлина, влизащи в състава им. Двата вида частици могат да бъдат преобразувани един в друг по алхимичен път. Според някои тълкувания, това е първото формулиране на идеята за взаимозаменяемост на маса и енергия. Нютон дори успява да направи прост фрикционен електростатичен генератор, като използва за тази цел стъклена сфера.
В своята окултна теория той заменя етера с окултни сили, основавайки се на херметичните идеи за привличане и отблъскване между частиците. Ако не бе разработвал окултната идея за взаимодействие от разстояние, вероятно не би разработил и теорията на гравитацията. Кейнс, който притежава много от алхимичните трудове на Нютон, казва, че „Нютон не е първият човек от века на Просвещението, той е последният от магьосниците“.
Макар че интересът на Нютон към алхимията оказва влияние върху научната му дейност, с времето той изоставя алхимичните си занимания.

## Влияние върху философията
Нютоновата концепция за Вселената, следваща естествени и рационално познаваеми закони, заляга в основите на идеологията на Просвещението. Джон Лок и Волтер прилагат идеята за природни закони към политическото устройство, поддържайки наличието на естествени права на хората. Физиократите и Адам Смит разглеждат икономиката в контекста на естествения личен интерес и психологически особености, а социолозите критикуват обществения ред за това, че се опитва да вмести исторически напластявания в естествения ход на прогреса. Религиозни философи, като Джеймс Бърнет и Самюъл Кларк, също успяват да интерпретират изводите на Нютон по начин, съвместим с техните възгледи за природата.

## Трудове
- De Analysi per Aequationes Numero Terminorum Infinitas (1669)
- Method of Fluxions (1671)
- De Motu Corporum in Gyrum (1684)
- Philosophiae Naturalis Principia Mathematica (1687)
- Opticks (1704)
- Reports as Master of the Mint (1701 – 1725)
- Arithmetica Universalis (1707)
- Short Chronicle, The System of the World, Optical Lectures, The Chronology of Ancient Kingdoms, Amended и De mundi systemate са издадени посмъртно през 1728
- Observations Upon the Prophecies of Daniel and the Apocalypse of St. John (1733)
- An Historical Account of Two Notable Corruptions of Scripture (1754)

## Други
Популярната история за ябълката и Нютон вероятно води началото си от разказа на един съвременник, Уилям Стъкли, който в неговите „Спомени за сър Исак Нютон“ възпроизвежда един разговор с Нютон в дома му в Кенсингтън на 15 април 1726, в който Нютон си спомня как му е дошла на ум идеята за гравитацията. Това станало при падането на една ябълка, докато той се бил замислил нещо. Запитал се защо ябълката пада винаги перпендикулярно на земята, а не се отклонява настрани или нагоре, а винаги сочи центъра на Земята. Историята се среща и при други автори, но днес се счита, че вероятно е измислена от самия Нютон по-късно, за да покаже как и най-ежедневните неща са го вдъхновявали.
На Исак Нютон е наречена улица в квартал „Витоша“ в София (Карта).

## Хронология
- 25 декември 1642 (нов стил 4 януари 1643) – Исак Нютон се ражда в Улсторп при Колстъруърт, Линкълншир
- 1655 – 1661 – Учи в Кралското училище в Грантъм
- 1661 – 1665 – Учи в Кеймбриджкия университет
- 1669 – 1701 – Лукасов професор в Кеймбриджкия университет
  - 1669 – Първи публикации в областта на математическия анализ (De Analysi per Aequationes Numero Terminorum Infinitas)
  - 1671 – Публикува метода на флуксиите (Method of Fluxions)
  - 1671 – Конструира първия си рефлекторен телескоп
  - 1684 – Обосновава теоретично Законите на Кеплер (De Motu Corporum in Gyrum)
  - 1687 – Излага основите на класическата механика – Законите на Нютон и теорията за гравитацията (Philosophiae Naturalis Principia Mathematica)
- 1696 – 1699 – Управител на Монетния двор
- 1699 – 1727 – Магистър на Монетния двор
  - 1704 – Публикува изследванията си в областта на оптиката и своята теория за светлината (Opticks)
- 31 март 1727 – Исак Нютон умира в Лондон